# 中国漁船サンゴ密漁問題
中国漁船サンゴ密漁問題（ちゅうごくぎょせんサンゴみつりょうもんだい）とは、2014年に小笠原諸島と伊豆諸島周辺の日本の領海と排他的経済水域（EEZ）で、中華人民共和国の漁船によりサンゴが大規模に密漁された問題。

## 密漁の背景
小笠原諸島の周辺海域で密漁されている赤サンゴは、希少な宝石サンゴであり、その背景には中国周辺海域での密漁による資源の枯渇と、それによる中国国内での密漁と販売の規制強化と価格高騰がある。日本で大規模に密漁が行われるようになったきっかけは、2013年の末に、中華人民共和国のある船主が、日本近海で大量の赤サンゴを密漁し、これを日本円にして約39億円で売り抜けたという噂話が広まったことにある。

## 密漁漁船団の出現と取り締まり
2014年10月末には、該当海域にサンゴ密漁船と見られる違法操業の中国漁船が、過去最多となる212隻が確認されていたが、取締りを行う海上保安庁の巡視船の投入隻数が追いつかず、仮に積極的に違法漁船を摘発した場合、本土への移送に巡視船とヘリコプターが割かれてしまい、残りの漁船が野放しになってしまうため、摘発せずに漁船に警告をして、領海から追い出す措置に留めていた。
11月21日に、当該海域に巡視船を大幅に増勢できたことから、積極的に摘発する方針に転換し、10月から12月21日までに10人の中国人船長を逮捕した。このうち4人が外国人漁業規制法違反となる領海内操業容疑であった。なお週刊文春によると、海上保安庁の特殊警備隊が出動して、刃物を振り回して抵抗する中国人船長を銃器で制圧して逮捕した事例もあったという。

## 法改正による厳罰化
この問題を受けて、日本国政府は外国人密漁者に対する厳罰化の方針を掲げ、2014年11月19日には早くも、外国人によるEEZでの無許可操業を取り締まる排他的経済水域における漁業等に関する主権的権利の行使等に関する法律（漁業主権法、EEZ漁業法）と、領海内で外国人の漁業を禁じる外国人漁業の規制に関する法律の改正案を、第187回国会で成立させ、同改正法は12月7日に施行された。
これにより、EEZでの外国人の密漁は、1,000万円以下の罰金が「3,000万円以下」の罰金に、領海での外国人の密漁は懲役3年以下若しくは400万円以下の罰金が「懲役3年以下若しくは3,000万円以下の罰金」に強化された。加えて漁業法違反となっていた立入検査忌避に対しても、別途上記2法の改正で罰則が定められ、漁業法では30万円以下の罰金だったものが、上記2法では300万円以下の罰金に強化された。
さらに、漁業主権法違反で逮捕された船長らが、海洋法に関する国際連合条約のボンド制度による、早期釈放の条件として支払う担保金も大幅に増額され、無許可操業と禁止海域操業の担保金が3,000万円に、立ち入り検査忌避の担保金が300万円に、違法採取されたサンゴ1キログラム当たりの加算担保金が600万円に定められた。
2014年12月21日に、鳥島沖で中国人船長が、外国人漁業規制法違反を犯して逮捕され、改正法施行後初となる逮捕者となった。2015年5月27日、横浜地方裁判所で船長に懲役1年、罰金1,000万円（求刑懲役1年6月、罰金1,500万円）の実刑判決が下された。

## 被害
NHKが当該海域の水深200mの海底を撮影した取材で、これらの中国漁船団の密漁により該当海域の海底が砂漠化したことが判明した。撮影された映像には海底に漁網が引っかかっている様子や漁網により折られたばかりのサンゴが映し出されていた。魚の住処となるサンゴが大きな被害を受けたことから、今後の漁獲への悪影響が懸念されている。